# Streitentscheidende Norm
Die streitentscheidende Norm ist ein Begriff der juristischen Umgangssprache. Er bezeichnet die für einen Rechtsstreit maßgebliche Norm des materiellen Rechts, also denjenigen Rechtssatz, auf dessen Grundlage ein Gericht im Gerichtsverfahren entscheidet, ob dem Begehren des Klägers in der Sache stattgegeben wird oder nicht. Die für den Rechtsstreit maßgebliche Norm ist somit derjenige Rechtssatz des öffentlichen Rechts oder des Privatrechts, welcher das streitgegenständliche Rechtsverhältnis, z. B. einen Anspruch, begründet. Die Rechtsnatur der für den Rechtsstreit maßgeblichen Norm des materiellen Rechts bestimmt, welcher Rechtsweg für einen konkreten Streitgegenstand gegeben ist. Zur Bestimmung der Rechtsnatur einer für den Rechtsstreit maßgeblichen Norm des materiellen Rechts verwendet die heute herrschende Meinung die sogenannte Sonderrechtstheorie.
Als Kurzform für die Bezeichnung der für einen Rechtsstreit maßgeblichen Norm des materiellen Rechts ist der Begriff der streitentscheidenden Norm v. a. unter Jurastudenten verbreitet. Gleichwohl ist er in der Sache falsch, da nicht die Norm, sondern ein Gericht den Rechtsstreit entscheidet.